# Dario Marinović
Dario Marinović (Dubrovnik, 24. svibnja 1990.), hrvatski je igrač malog nogometa i standardni je član hrvatske malonogometne reprezentacije i hrvatskog malonogometnog kluba Torcida Split.

## Životopis
Dario Marinović je u počecima karijere trenirao veliki nogomet u dubrovačkom nogometnom klubu GOŠK. Već je kao junior pokazao veliki talent pa je nastupao za seniorsku momčad matičnog kluba, zbog čega je privukao pozornost stručnog stožera prvoligaša HNK Šibenika. NK GOŠK je tražio preveliku odštetu koju HNK Šibenik nije bio spreman platiti. Transfer je propao a Marinović je u znak prosvjeda odbio nastupati za matični klub, zbog čega je bio suspendiran na šest mjeseci. Paralelno s velikim nogometom Dario je igrao i mali nogomet te nastupao za dubrovačkog malonogometnog prvoligaša MNK Square, a za vrijeme suspenzije u potpunosti se posvetio malom nogometu. Od 2009. godine potpisao je ugovor s malonogometnim klubom MNK Nacional, a 2010. godine je potpisao ugovor s MNK Brodosplit Inženjering. Vrlo brzo je napredovao do jednog od nositelja igre Hrvatske malonogometne reprezentacije i MNK Brodosplit Inženjeringa. Nakon što je napusti Splitski klub potpisao je za Al-Yarmouk iz Kuwaita.
U ljeto 2015. godine potpisao je za ElPozo Murcia jedan od najboljih španjolskih i europskih klubova.
Dosad je nastupio u 37 utakmica Hrvatske malonogometne reprezentacije i postigao 21 pogodak.

## Vanjske poveznice
- UEFA - profil (engl.)